# Erik Jones
Statistiques en NASCAR Cup Series
Dernière mise à jour : 30 novembre 2023 

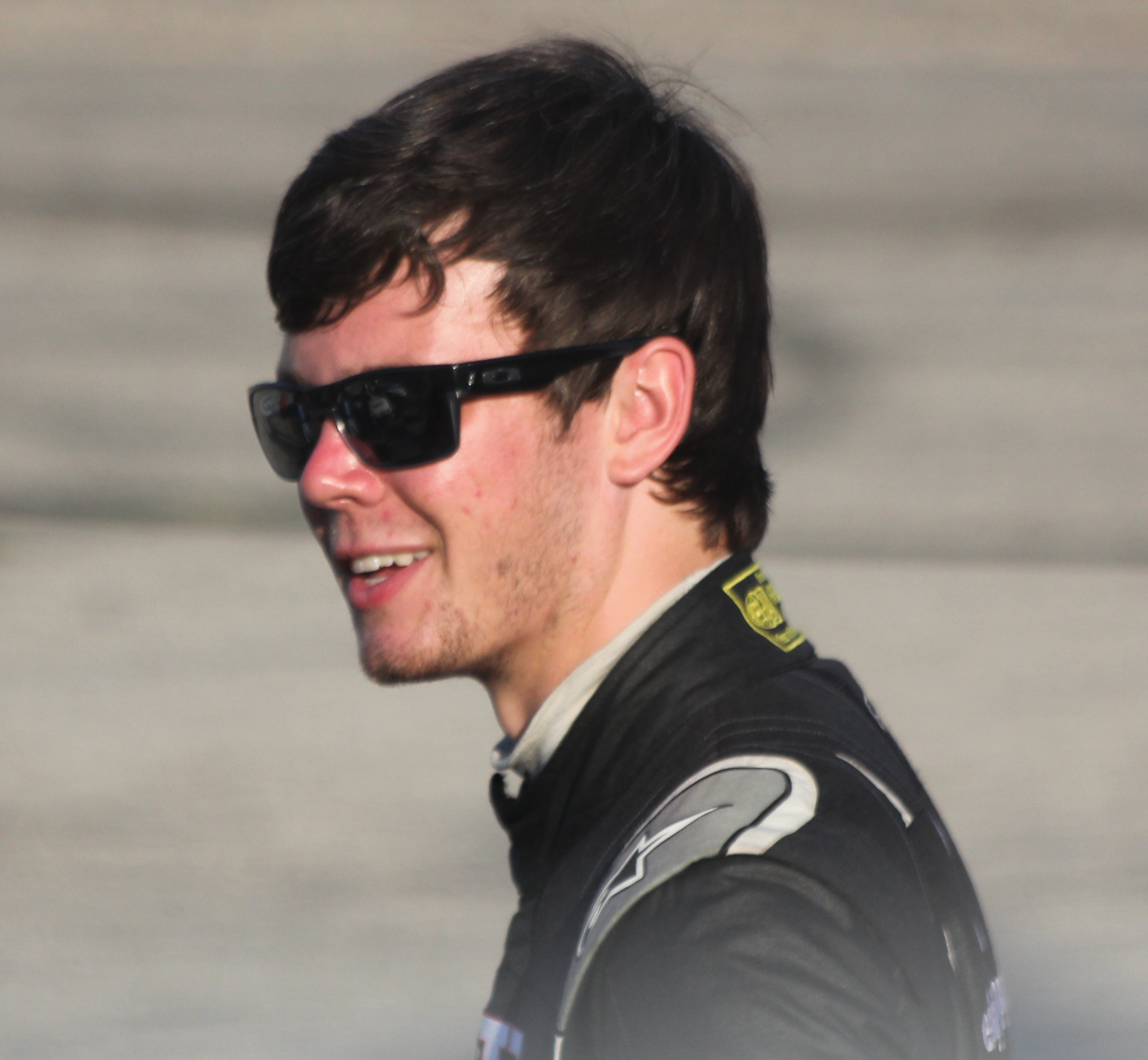
Jones en 2016.

Erik Jones est un pilote américain de NASCAR né le 30 mai 1996 à Byron, Michigan.

## Carrière
Champion de la Camping World Truck Series en 2015, Jones participe en 2017 à sa première saison complète dans la NASCAR Cup Series au volant de la voiture no 20 de l'écurie Joe Gibbs Racing.
Pour cette écurie, il remporte sa première course d Cup en 2018 sur le Daytona International Speedway à l'occasion du Coke Zero Sugar 400 et la deuxième 2e à Darlington lors du Bojangles' Southern 500 de 2019.
Lors des saisons 2022 et 2023, il pilote la voiture Chevrolet no 43 de la Petty GMS Motorsports (en) reprise en 2023 par la Legacy Motor Club (en). Il gagne sa 3e courses de Cuo Series lors du Cook Out Southern 500 de 2022.

## Référence
1. 1 2  (en-US) « Misc Stats », sur Racing-Reference (consulté le 12 mars 2023).
2. 1 2  (en-US) « Driver Season Stats », sur Racing-Reference (consulté le 12 mars 2023).